# R. A. Salvatore

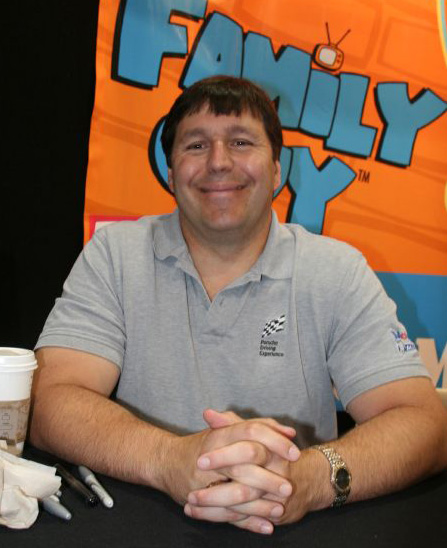
R. A. Salvatore

Robert Anthony Salvatore (* 20. Januar 1959 in Leominster, Massachusetts) ist ein US-amerikanischer Schriftsteller, der vor allem als Autor zahlreicher Fantasybuchreihen bekannt ist.

## Leben
Salvatore studierte zunächst Informatik, wechselte jedoch, nachdem er von J. R. R. Tolkiens Buch Der Herr der Ringe beeinflusst worden war, zum Journalismus. Kurz darauf machte er seinen Abschluss in Anglistik und Kommunikation. Seine Schriftstellerkarriere begann er 1982 mit Echoes of the Fourth Magic.
Salvatore veröffentlicht seine Bücher meist in Reihen von drei bis fünf Bänden. Unter anderem schrieb er Romane, die in der fiktiven Welt der Vergessenen Reiche und im Star-Wars-Universum angesiedelt sind. Des Weiteren schrieb er auch die Handlung des Anfang 2005 erschienenen Action-Adventures Forgotten Realms: Demon Stone und erarbeitete das Hintergrundszenario des Rollenspiels Kingdoms of Amalur: Reckoning. 2003 wurde er in die Hall of Fame des Origins Award aufgenommen.
2020 erschien sein Roman Relentless: A Drizzt Novel bei Harper Voyager ISBN 978-0-06-268867-5
Salvatore ist verheiratet und hat mit seiner Frau Diane drei Kinder.

## Auszeichnungen
2011 gewann er mit Das Vermächtnis den Deutschen Phantastik Preis für das beste Hörbuch/Hörspiel des Jahres.

## Werk (Auswahl)

### Forgotten Realms: Die Vergessenen Welten
In den meisten Geschichten von Forgotten Realms: Die Vergessenen Welten ist der gutmütige Drow (Dunkelelf) Drizzt Do'Urden die Hauptfigur. Die nachfolgende Aufzählung orientiert sich an der Chronologie der Handlung:

#### Die Saga vom Dunkelelf
Im Original: The Dark Elf Trilogy. Erstveröffentlichung im Goldmann Verlag, München:
- Teil 1: Der dritte Sohn. 1992, ISBN 3-442-24562-1 (englisch: Homeland (1. Hälfte). 1990. Übersetzt von Karin König).
- Teil 2: Im Reich der Spinne. 1992, ISBN 3-442-24564-8 (englisch: Homeland (2. Hälfte). 1990. Übersetzt von Karin König).
- Teil 3: Der Wächter im Dunkel. 1992, ISBN 3-442-24565-6 (englisch: Exile (1. Hälfte). 1990. Übersetzt von Hartmut Huff).
- Teil 4: Im Zeichen des Panthers. 1992, ISBN 3-442-24566-4 (englisch: Exile (2. Hälfte). 1990. Übersetzt von Hartmut Huff).
- Teil 5: In Acht und Bann. 1992, ISBN 3-442-24567-2 (englisch: Sojourn (1. Hälfte). 1991. Übersetzt von Bettina Zeller).
- Teil 6: Der Hüter des Waldes. 1992, ISBN 3-442-24568-0 (englisch: Sojourn (2. Hälfte). 1991. Übersetzt von Bettina Zeller).

Neuausgabe im Blanvalet-Verlag, München:
- Band 1: Die Dunkelelfen. Roman. 2010, ISBN 978-3-442-26754-5 (englisch: Homeland. 1990. Übersetzt von Karin König).
- Band 2: Die Rache der Dunkelelfen. Roman. 2010, ISBN 978-3-442-26755-2 (englisch: Exile. 1990. Übersetzt von Hartmut Huff).
- Band 3: Der Fluch der Dunkelelfen. Roman. 2011, ISBN 978-3-442-26756-9 (englisch: Sojourn. 1991. Übersetzt von Bettina Zeller).

#### Die Vergessenen Welten 1–6
Im Original: The Icewind Dale Trilogy. Erstveröffentlichung im Goldmann Verlag, München:
- Teil 1: Der gesprungene Kristall. 1991, ISBN 3-442-24549-4 (englisch: The Crystal Shard (1. Hälfte). 1988. Übersetzt von Marita Böhm).
- Teil 2: Die verschlungenen Pfade. 1991, ISBN 3-442-24550-8 (englisch: The Crystal Shard (2. Hälfte). 1988. Übersetzt von Marita Böhm).
- Teil 3: Die silbernen Ströme. 1992, ISBN 3-442-24551-6 (englisch: Streams of Silver (1. Hälfte). 1989. Übersetzt von Marita Böhm).
- Teil 4: Das Tal der Dunkelheit. 1992, ISBN 3-442-24552-4 (englisch: Streams of Silver (2. Hälfte). 1989. Übersetzt von Marita Böhm).
- Teil 5: Der magische Stein. 1992, ISBN 3-442-24553-2 (englisch: The Halfling's Gem (1. Hälfte). 1990. Übersetzt von Marita Böhm).
- Teil 6: Der ewige Traum. 1992, ISBN 3-442-24554-0 (englisch: The Halfling's Gem (2. Hälfte). 1990. Übersetzt von Marita Böhm).

Neuausgabe als Die Legende von Drizzt im Blanvalet-Verlag, München:
- Teil 1: Der gesprungene Kristall. Roman. 2012, ISBN 978-3-442-26861-0 (englisch: The Crystal Shard. 1988. Übersetzt von Marita Böhm).
- Teil 2: Die silbernen Ströme. Roman. 2012, ISBN 978-3-442-26862-7 (englisch: Streams of Silver. 1989. Übersetzt von Marita Böhm).
- Teil 3: Der magische Stein. 2012, ISBN 978-3-442-26863-4 (englisch: The Halfling's Gem. 1990. Übersetzt von Marita Böhm).

#### Das Lied von Deneir
Im Original: The Cleric Quintet. Erstveröffentlichung im Goldmann Verlag, München:
- Teil 1: Das Elixier der Wünsche. 1996, ISBN 3-442-24703-9 (englisch: Canticle. 1991. Übersetzt von Imke Brodersen).
- Teil 2: Die Schatten von Shilmista. 1997, ISBN 3-442-24704-7 (englisch: In Sylvan Shadows. 1992. Übersetzt von Imke Brodersen).
- Teil 3: Die Masken der Nacht. 1997, ISBN 3-442-24705-5 (englisch: Night Masks. 1992. Übersetzt von Imke Brodersen).
- Teil 4: Die Festung des Zwielichts. 1997, ISBN 3-442-24735-7 (englisch: The Fallen Fortress. 1993. Übersetzt von Imke Brodersen).
- Teil 5: Der Fluch des Alchemisten. 1997, ISBN 3-442-24736-5 (englisch: The Chaos Curse. 1994. Übersetzt von Imke Brodersen).

#### Die Vergessenen Welten 7–16
Im Original: Legacy of the Drow. Erstveröffentlichung im Blanvalet-Verlag, München:
- Teil 7: Das Vermächtnis. 1995, ISBN 3-442-24663-6 (englisch: The Legacy. 1992. Übersetzt von Rainer Gladys).
- Teil 8: Nacht ohne Sterne. 1995, ISBN 3-442-24664-4 (englisch: Starless Night. 1993. Übersetzt von Rainer Gladys).
- Teil 9: Brüder des Dunkels. 1997, ISBN 3-442-24706-3 (englisch: Siege of Darkness. 1994. Übersetzt von Rainer Gladys).
- Teil 10: Die Küste der Schwerter. 1997, ISBN 3-442-24741-1 (englisch: Passage to Dawn. 1996. Übersetzt von Rainer Gladys).

Im Original: Paths of Darkness. Erstveröffentlichung im Blanvalet-Verlag, München:
- Teil 11: Kristall der Finsternis. 2000, ISBN 3-442-24931-7 (englisch: The Silent Blade. 1998. Übersetzt von Rainer Gladys).
- Teil 12: Schattenzeit. 2001, ISBN 3-442-24973-2 (englisch: The Spine of the World. 1999. Übersetzt von Rainer Gladys).
- Teil 13: Der schwarze Zauber. 2001, ISBN 3-442-24168-5 (englisch: The Sea of Swords. 2001. Übersetzt von Rainer Gladys).

Im Original: The Sellswords. Erstveröffentlichung im Blanvalet-Verlag, München:
- Teil 14: Die Rückkehr der Hoffnung. 2003, ISBN 3-442-24227-4 (englisch: Servant of the Shard. 2001. Übersetzt von Rainer Gladys).
- Teil 15: Der Hexenkönig. 2006, ISBN 3-442-24402-1 (englisch: Promise of the Witch-King. 2005. Übersetzt von Caspar Holz).
- Teil 16: Die Drachen der Blutsteinlande. 2007, ISBN 978-3-442-24458-4 (englisch: Road of the Patriarch. 2006. Übersetzt von Regina Winter).

#### Die Rückkehr des Dunkelelf
Im Original: The Hunter's Blades Trilogy. Erstveröffentlichung im Blanvalet-Verlag, München:
- Teil 1: Die Invasion der Orks. 2004, ISBN 3-442-24284-3 (englisch: The Thousand Orks. 2002. Übersetzt von Regina Winter).
- Teil 2: Kampf der Kreaturen. 2004, ISBN 3-442-24299-1 (englisch: The Lone Drow. 2003. Übersetzt von Regina Winter).
- Teil 3: Die zwei Schwerter. 2005, ISBN 3-442-24369-6 (englisch: The Two Swords. 2004. Übersetzt von Regina Winter).

#### Die Legende vom Dunkelelf
Im Original: Transitions. Erstveröffentlichung im Blanvalet-Verlag, München:
- Teil 1: Der König der Orks. 2008, ISBN 978-3-442-26580-0 (englisch: The Ork King. 2007. Übersetzt von Regina Winter).
- Teil 2: Der Piratenkönig. 2009, ISBN 978-3-442-26618-0 (englisch: The Pirate King. 2008. Übersetzt von Regina Winter).
- Teil 3: Der König der Geister. 2011, ISBN 978-3-442-26619-7 (englisch: The Ghost King. 2009. Übersetzt von Imke Brodersen).

#### Niewinter
Im Original: Neverwinter Saga. Erstveröffentlichung im Blanvalet-Verlag, München:
- Buch 1: Gauntlgrym. 2012, ISBN 978-3-442-26851-1 (englisch: Gauntlgrym. 2010. Übersetzt von Imke Brodersen).
- Buch 2: Niewinter. 2012, ISBN 978-3-442-26878-8 (englisch: Neverwinter. 2011. Übersetzt von Imke Brodersen).
- Buch 3: Charons Klaue. 2013, ISBN 978-3-442-26895-5 (englisch: Charon's Claw. 2013. Übersetzt von Imke Brodersen).
- Buch 4: Die letzte Grenze. 2014, ISBN 978-3-442-26962-4 (englisch: The Last Threshold. 2013. Übersetzt von Imke Brodersen, Andreas Eglseder).

#### The Sundering
Erstveröffentlichung im Blanvalet-Verlag, München:
- Die Gefährten. 2014, ISBN 978-3-442-26988-4 (englisch: The Companions. 2013. Übersetzt von Imke Brodersen).

#### Das Buch der Gefährten
Im Original: Companions Codex. Erstveröffentlichung im Blanvalet-Verlag, München:
- Buch 1: Die Nacht des Jägers. 2018, ISBN 978-3-7341-6108-7 (englisch: Night of the Hunter. 2014. Übersetzt von Imke Brodersen).
- Buch 2: Der Aufstieg des Königs. 2018, ISBN 978-3-7341-6124-7 (englisch: Rise of the King. 2014. Übersetzt von Imke Brodersen).
- Buch 3: Die Vergeltung des eisernen Zwerges. 2018, ISBN 978-3-7341-6136-0 (englisch: Vengeance of the Iron Dwarf. 2015. Übersetzt von Imke Brodersen).

#### Die Heimkehr
Im Original: Homecoming. Erstveröffentlichung im Blanvalet-Verlag, München:
- Buch 1: Meister der Magie. 2019, ISBN 978-3-7341-6201-5 (englisch: Archmage. 2015. Übersetzt von Imke Brodersen).
- Buch 2: Meister der Intrige. 2019, ISBN 978-3-7341-6202-2 (englisch: Maestro. 2015. Übersetzt von Imke Brodersen).
- Buch 3: Meister des Kampfes. 2019, ISBN 978-3-7341-6203-9 (englisch: Hero. 2016. Übersetzt von Imke Brodersen).

#### Die Generationen
Im Original: Generations. Erstveröffentlichung im Blanvalet-Verlag, München:
- Buch 1: Zeitenlos. 2021, ISBN 978-3-7341-6271-8 (englisch: Timeless. 2018. Übersetzt von Imke Brodersen).
- Buch 2: Grenzenlos. 2022, ISBN 978-3-7341-6274-9 (englisch: Boundless. 2019. Übersetzt von Imke Brodersen).
- Buch 3: Erbarmungslos. 2022, ISBN 978-3-7341-6275-6 (englisch: Relentless. 2020. Übersetzt von Imke Brodersen).

#### The Way of the Drow
- Starlight Enclave, Harper Voyager, 2021, ISBN 978-0-06-302977-4.
- Glacier's Edge, 2022
- Lolth's Warrior, 2023

Kurzgeschichten um Drizzt Do'Urden:
- Erzählungen vom Dunkelelf, Blanvalet, 2011, ISBN 978-3-442-26915-0.

Stone of Tymora (zusammen mit Geno Salvatore):
- The Stowaway, Mirrorstone, 2009, ISBN 978-0-7869-5257-1.
- The Shadowmask, Mirrorstone, 2009, ISBN 978-0-7869-5147-5.
- The Sentinels, Mirrorstone, 2011, ISBN 978-0-7869-5785-9.

### Drachenwelt-Saga
- Der Speer des Kriegers. Goldmann, 1996, ISBN 3-442-24652-0.
- Der Dolch des Drachen. Goldmann, 1996, ISBN 3-442-24653-9.
- Die Rückkehr des Drachenjägers. Goldmann, 1996, ISBN 3-442-24654-7.
- Die Drachenwelt-Saga. Blanvalet, 2005, ISBN 3-442-24314-9 (Sammelband).

### Dämonendämmerung
Dämonendämmerung:
- Nachtvogel. Blanvalet, 1999, ISBN 3-442-24892-2.
- Juwelen des Himmels. Blanvalet, 1999, ISBN 3-442-24893-0.
- Das verwunschene Tal. Blanvalet, 1999, ISBN 3-442-24905-8.
- Straße der Schatten. Blanvalet, 2000, ISBN 3-442-24906-6.
- Der steinerne Arm. Blanvalet, 2000, ISBN 3-442-24936-8.
- Abtei im Zwielicht. Blanvalet, 2000, ISBN 3-442-24937-6.
- Der ewige Fluch. Blanvalet, 2001, ISBN 3-442-24988-0.
- Das brennende Herz. Blanvalet, 2001, ISBN 3-442-24989-9.

Schattenelf:
- Der dunkle Sohn. Blanvalet, 2002, ISBN 3-442-24990-2.
- Das Turnier. Blanvalet, 2002, ISBN 3-442-24994-5.
- Der Herr der Flammen. Blanvalet, 2003, ISBN 3-442-24995-3.
- Feuerzauber. Blanvalet, 2003, ISBN 3-442-24996-1.
- Die Unterwerfung. Blanvalet, 2003, ISBN 3-442-24136-7.
- Der letzte Kampf. Blanvalet, 2004, ISBN 3-442-24137-5.

Vorgeschichte:
- Der dunkle Mönch. Blanvalet, 2005, ISBN 3-442-24327-0.

Das Zeitalter der Dämonenkriege:
- Todfeind. Egmont Lyx, 2009, ISBN 3-8025-8181-4.
- Waffenbrüder. Egmont Lyx, Mai 2010, ISBN 978-3-8025-8187-8.

Hexenzirkel:
- Das Lied von Usgar. Cross Cult, Dezember 2018, ISBN 978-3-95981-812-4.
- Die Rache der gefallenen Götter., Cross Cult, November 2019, ISBN 978-3-95981-392-1.
- Das Lied des auferstandenen Gottes. Cross Cult, Dezember 2020, ISBN 978-3-96658-315-2.

### Die Chronik von Ynis Aielle
- Echo der vierten Magie. Heyne, 2000, ISBN 3-453-17234-5.
- Im Wald von Avalon. Heyne, 2000, ISBN 3-453-17237-X.
- Bollwerk der Dunkelheit. Heyne, 2001, ISBN 3-453-17879-3.

### Luthien-Trilogie
- Das Joch der Zyklopen. Heyne, 1997, ISBN 3-453-13348-X.
- Luthiens Wagnis. Heyne, 1997, ISBN 3-453-13349-8.
- Der Blutrote Schatten. Heyne, 1997, ISBN 3-453-13352-8.

### Star Wars
- Star Wars – Das Erbe der Jedi-Ritter: Die Abtrünnigen. Blanvalet, 2000, ISBN 3-442-35414-5.
- Episode II – Angriff der Klonkrieger. Blanvalet, 2005, ISBN 3-442-36314-4.

### Tarzan
- Tarzan – die Rückkehr. Heyne, 1997, ISBN 3-453-12462-6.